# Ninjadelphis
Ninjadelphis — вимерлий рід платаністуватих раннього міоцену (бурдігальський) Японії.
Назва стосується того факту, що місцевість типу Іґа була центром підготовки воїнів-ніндзя в Японії.